# Джанаев, Абдурахман Алаудинович
Абдурахман Алаудинович Джанаев (чечен. Джанин Ӏалавдин кӀант Ӏабдуррохьман; род. 10 января, 1990 года, ЧИАССР) — российский боец смешанных боевых искусств, представитель средней весовой категории. Выступает на профессиональном уровне с 2014 года, известен прежде всего по участию в турнирах престижных бойцовских организаций ACB, ACA.

## Спортивные достижения
- Чемпион Европы по тхэквондо 2005 — ;
- Чемпион первенства России по тхэквондо 2005 — ;
- Чемпион Кубка России по тхэквондо 2006 — ;
- Чемпион Кубка России по рукопашному бою 2009 — ;
- Чемпион Кубка России по рукопашному бою 2011 — ;
- Чемпион Кубка России по рукопашному бою 2012 — ;
- Чемпион Кубка России по рукопашному бою 2015 — ;
- Чемпион России по рукопашному бою 2009 — ;
- Чемпион России по рукопашному бою 2011 — ;
- Чемпион России по рукопашному бою 2012 — ;
- Чемпион России по рукопашному бою 2013 — ;
- Абсолютный чемпион России по рукопашному бою 2010 — ;
- Чемпион Европы по рукопашному бою 2012 — ;
- Чемпион Европы по рукопашному бою 2014 — ;
- Чемпион Мира по рукопашному бою 2013 — ;
- Чемпион ФСИН (Федеральная служба исполнения наказаний) России по рукопашному бою 2009 — ;
- Чемпион ФСИН по рукопашному бою 2010 — ;
- Чемпион ФСИН по рукопашному бою 2011 — ;
- Чемпион ФСИН по рукопашному бою 2012 — ;
- Чемпион ФСИН по рукопашному бою 2014 — ;
- Чемпион ФСИН по рукопашному бою 2015 — ;
- Чемпион ФСИН России по комплексному единоборству 2009 — ;
- Чемпион ФСИН России по комплексному единоборству 2010 — ;
- Чемпион ФСИН России по комплексному единоборству 2013 — ;
- Чемпион ФСИН России по комплексному единоборству 2014 — ;
- Мастер спорта России по рукопашному бою[1][2][3][4].

## Статистика ММА (16-3)
| Боёв 19         | Побед 16 | Поражений 3 |
| --------------- | -------- | ----------- |
| Нокаутом        | 5        | 1           |
| Сдачей          | 1        | 0           |
| Решением        | 10       | 2           |
| Ничьи           | 0        | 0           |
| Не состоявшихся | 0        | 0           |